# Hadena plumipes
Hadena plumipes är en fjärilsart som beskrevs av George Francis Hampson 1907. Hadena plumipes ingår i släktet Hadena och familjen nattflyn. Inga underarter finns listade i Catalogue of Life.